# What Do You Care What Other People Think?
What Do You Care What Other People Think?: Further Adventures of a Curious Character (litt. Qu'est-ce que ça peut vous faire ce que les autres pensent ?) est le deuxième et dernier livre tiré des souvenirs du physicien Richard Feynman. Il est publié en 1988 et fait suite à Vous voulez rire, monsieur Feynman !.
Ce livre évoque la vie de Feynman à travers des histoires pleines d'humour. Préparé alors qu'il avait un cancer, c'est la dernière œuvre autobiographique de Feynman.
Presque la moitié du livre parle de l'implication de Feynman dans la commission Rogers chargée de l'enquête sur l'explosion de la navette spatiale Challenger. Il décrit dans un chapitre une expérience qu'il a faite montrant la manière dont les joints toriques d'une des boosters de la navette aurait pu causer l'accident à cause des basses températures lors de la matinée du décollage. Il a été déterminé par la suite que ce problème était la cause principale de la destruction de la navette. 
Le livre est moins structuré que le livre précédent, Vous voulez rire, monsieur Feynman !. Il contient de courtes histoires, des lettres, des photographies et quelques esquisses que Feynman a dessinées à la fin de sa vie à la suite des cours de dessin donnés par son ami artiste Jirayr Zorthian (en).
Ce livre parle également de sa première femme Arline, morte de la tuberculose alors que Feynman travaillait dans le projet Manhattan. Le titre provient de la question qu'elle lui posait lorsque Feynman était préoccupé par les opinions que portaient ses collègues sur son travail.
Le livre a été adapté au cinéma sous le titre Infinity par Matthew Broderick en 1996.

### Source
- Richard P. Feynman, What Do You Care What Other People Think?, 1988, W W Norton.  (ISBN 0-393-02659-0)